# 비타스

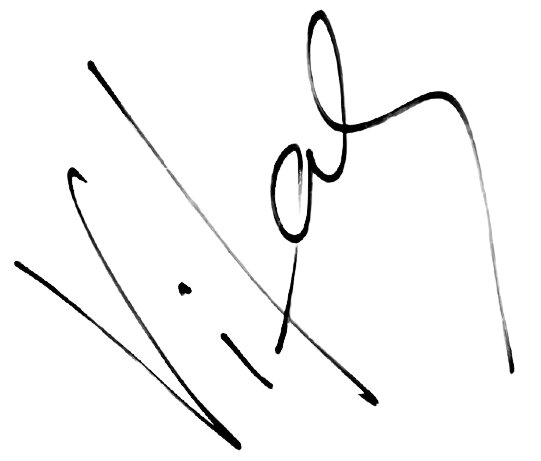
사인

비탈리 블라다소비치 그라초프(러시아어: Виталий Владасович Грачëв, 1979년 2월 19일 ~) 혹은 비타스(러시아어: Витас)는 라트비아 SSR 다우가프필스에서 태어난 러시아 팝 음악 가수이며, Vitas로 알려져 있다. 대한민국 인터넷계에서는 '아쟁총각'이라고도 불린다. 그는 2000년에 러시아에서 소프라노 목소리를 보여 주는 Opera #2 (Опера #2)로 데뷔했다.

## 역사
그는 라트비아에서 1979년 2월 19일에 태어났고 우크라이나 오데사에서 어린 시절을 보냈다. 그는 작사와 작곡 이외에도 연극과 의상 디자인 등에 취미를 갖고 있었다. 그는 지금까지 5개 앨범을 내놓았다.
2003년 3월 그는 러시아, 오스트레일리아, 미국, 캐나다, 이스라엘, 독일, 카자흐스탄, 리투아니아, 라트비아, 에스토니아, 그루지아, 타지키스탄, 우크라이나, 벨로루시, 중국에서 264번 콘서트를 열었다. 그는 2002년 3월 29일에 크렘린 궁에서 콘서트를 열었고, 그 곳에서 공연을 가진 가장 어린 가수로 기록되었다.
그는 그의 음악과 뮤직 비디오의 독특한 스타일을 가지고 있다. 그는 다양한 장르의 음악을 소화한다. 그는 러시아 텔레비전에서도 잘 알려져 있지만 영어로 된 정보는 드물다. 또한 그는 일본, 대한민국, 타이완, 홍콩에서 콘서트를 가질 계획이 있다.
비타스의 프로듀서 세르게이 니콜라예비치 푸도프킨(Sergey Nickolaevich Poudovkin) 씨는 2005년 8월 중화민국의 음반 회사 Avant Garden Records와 계약을 맺고 2005년 9월 비타스 앨범을 발매하려고 했지만, 2005년 11월 기준으로 현재 나온 앨범이 없다. 푸도프킨이 일방적으로 계약을 해지했기 때문이다.
후에 2016년 'Made In China'라는 제목으로 중국음반 발매에 성공한다.
비타스의 소프라노 목소리는 러시아에서도 화제가 되었다. 러시아에서도 많은 가수들이 라이브 공연을 하지만 누군가의 목소리를 빌려서 할 때도 있다. 하지만 비타스 자신은 이 논쟁에서 자유로운데, 노래하는 중에 마이크를 입에서 치웠다 갖다 두었다 하면서 립싱크를 하지 않는다는 것을 보여 주고 있다.
2013년 5월, 그는 모스크바에서 음주를 한 상태로 가족과 함께 운전을 하다 자전거를 타고 있던 행인과 접촉사고가 나 경찰에 체포되었다. 체포되는 과정에서 그의 차 안에서 총기가 발견되었고, 체포과정에서 경찰이 그가 욕설과 폭행을 하는 영상을 찍어 언론에 공개했다.
이는 러시아에 큰 파장을 가지고 왔고, 징역 10년형을 구형받았으나 판결은 10만 루블 벌금으로 확정되었다. 이 사건은 경찰의 과잉진압이 문제가 되어 러시아에서는 그의 인기에 그다지 영향을 미치지 않았으나, 이후 그의 중국콘서트가 티켓판매 부진으로 취소되었다.

## 앨범

### 스튜디오 앨범
| 원어 제목                                           | 영문 제목                                             | 발매 년도 |
| --------------------------------------------------- | ----------------------------------------------------- | --------- |
| Философия чуда                                      | Philosophy of a Miracle                               | 2001      |
| Улыбнись                                            | Smile!                                                | 2002      |
| Мама                                                | Mama                                                  | 2003      |
| Песни моей мамы                                     | The Songs of My Mother                                | 2003      |
| Поцелуй длиною в вечность                           | Kiss as Long as Eternity                              | 2004      |
| Возвращение домой                                   | Return Home                                           | 2006      |
| Возвращение домой 2                                 | Return Home 2                                         | 2007      |
| Хиты ХХ века                                        | XX-th Century Hits                                    | 2008      |
| Скажи, что ты любишь                                | Say You Love                                          | 2009      |
| Шедевры трех веков                                  | Masterpieces of Three Centuries                       | 2010      |
| Романсы                                             | Romances                                              | 2011      |
| Мама и Сын                                          | Mommy and Son                                         | 2011      |
| Только ты. История моей любви, Часть 1              | Only You. My Love Story, Part I                       | 2013      |
| Я подарю тебе весь мир. История моей любви, Часть 2 | I'll Give You the Whole World. My Love Story, Part II | 2014      |
| Made In China                                       | Made In China                                         | 2016      |

### 싱글 앨범
| 원어 제목       | 영문 제목          | 발매 년도 |
| --------------- | ------------------ | --------- |
| Опера №2        | Opera #2           | 2001      |
| Good-bye        |                    | 2001      |
| Свет нового дня | Light of a New Day | 2008      |

### 뮤직 비디오
| 원어 제목                 | 영문 제목                | 발매 년도 |
| ------------------------- | ------------------------ | --------- |
| Опера №2                  | Opera #2                 | 2000      |
| Опера №1                  | Opera #1                 | 2001      |
| Блаженный Гуру            | Blessed Guru             | 2001      |
| Улыбнись!                 | Smile!                   | 2002      |
| Звезда                    | The Star                 | 2003      |
| Мама                      | Mama                     | 2003      |
| Птица Счастья             | The Bird of Happiness    | 2004      |
| Поцелуй Длиною В Вечность | Kiss As Long As Eternity | 2004      |
| Берега России             | Shores of Russia         | 2005      |
| Лючия ди Ламмермур        | Lucia Di Lammermoor      | 2006      |
| Криком Журавлиным         | Crane's Crying           | 2006      |
| Ямайка                    | Jamaica                  | 2007      |
| La donna e mobile         | La donna e mobile        | 2009      |
| Люби меня                 | Love Me!                 | 2010      |
| Раз, два, три             | One, Two, Three          | 2011      |
| Фронтовики                | War Veterans             | 2012      |
| Мне бы в небо             | I’d Like to Go Up to Sky | 2012      |
| Я подарю тебе...          | I'll Give You...         | 2013      |

## 출연 작품
- 뮬란: 전사의 귀환 - 우더 역